# サーブ 29 トゥンナン
サーブ 29 トゥンナン
国連軍のサーブ29
- 用途：多目的戦闘機
- 分類：戦闘機
- 製造者：SAAB社
- 運用者

  -  スウェーデン（スウェーデン空軍）
  -  オーストリア（オーストリア空軍）
- 初飛行：1948年9月1日
- 生産数：661機
- 運用開始：1951年5月
- 退役：1972年
- 運用状況：退役

サーブ 29 トゥンナン（SAAB 29 Tunnan）は、スウェーデン空軍の後退翼ジェット戦闘機。スウェーデンの航空機・自動車メーカーであるサーブが開発した。胴体が膨らんだ特徴的なスタイルをしていることから「トゥンナン（スウェーデン語で樽の意）」という綽名がつけられていた ( Saab J29 Tunnan)。

## 概要
サーブ 29の初飛行は、1948年9月1日であった。なお、これとほぼ同時期にソ連のMiG-15やアメリカ合衆国のF-86、アルゼンチンのプルキー IIなど後退翼の新型ジェット戦闘機が初飛行を行っており、当時は革新的な新技術であった後退翼が各国によって試されていた時期であった。
サーブ 29には、数種類の派生型が製作された。機首に機関砲を搭載した戦闘機型J 29、機関砲のかわりにカメラを搭載した写真偵察機型S 29、また攻撃機型としてA 29も開発された。スウェーデンの戦闘用航空機はこのように同じ設計の機体で各任務をこなすべく派生型が製作されるという特徴を持っている。現在、スウェーデン空軍の主力機であるサーブ 39 グリペンも、戦闘・攻撃・偵察の3つの異なる任務を1機でこなすマルチロール機となっている。これは相対的に国力の小さなスウェーデンには、それぞれの任務に対して専用の機種を開発する余裕が無かったことの表れでもあるが、20世紀末以降の潮流である戦闘機のマルチロール化の土壌をスウェーデンはかねてより有していたといえよう。
サーブ29は機体性能的にも優れており、1954年には500km区間での速度記録977.35kmを樹立した。665機が製造され、1965年まで第一線機として運用された。
輸出はMiG-15、F-86、ハンターなどと競合した結果殆ど成功しなかったが、オーストリアは30機のJ29AとS29Cを1961年に導入、1972年まで運用した。その後、同国は同じくサーブ製のJ 35Öを導入し、2005年にF-5Eに代替するまで運用した。

## 実戦参加
唯一の実戦参加はコンゴ動乱で、1961年9月24日に国際連合からの要請で派遣を決定。同年9月28日には5機のJ29Bからなるコンゴ遠征のための特別戦闘飛行隊である第22飛行隊を編成し、コンゴに向けて出発した。第22飛行隊は10月4日にレオポルドビル(現キンシャサ)に到着、カミナ基地に展開して国連の航空輸送を護衛する作戦に従事した。1962年には4機のJ29Bと2機のS29Cが追加派遣され、コンゴ国連軍の航空戦闘部隊の主力を担うこととなった。
コンゴ動乱でのJ29の活躍には特筆するものがあり、特に1962年12月から実施されたカタンガ軍のコルウェジ基地への対地攻撃任務は、最初の6日間で150時間の作戦行動を行い、作戦に参加した9機のJ29Bのうち、8機が地上砲火による損害を受けながらも任務を遂行した。また、2機のS29Cも暗色系の迷彩を施して写真偵察を行い、熱帯雨林の天候条件の悪いコンゴの地上目標を危険を犯して偵察・撮影していき、地上攻撃の効果を大いに高める結果となった。
このような成果は、スウェーデン空軍兵士の練度の高さによるものであったが、それ以上にJ29の優れた多目的能力によるものであり、世界にその優秀性を示した。しかし、コンゴ動乱でのJ29の損害も大きく、損傷が激しかった機体はコストの問題から廃棄されたため、派遣された11機のうち無事スウェーデンへ帰還できたのはわずか4機だけだった。

## 採用国
- スウェーデン
- オーストリア

## 派生型
J29A
初期生産型。

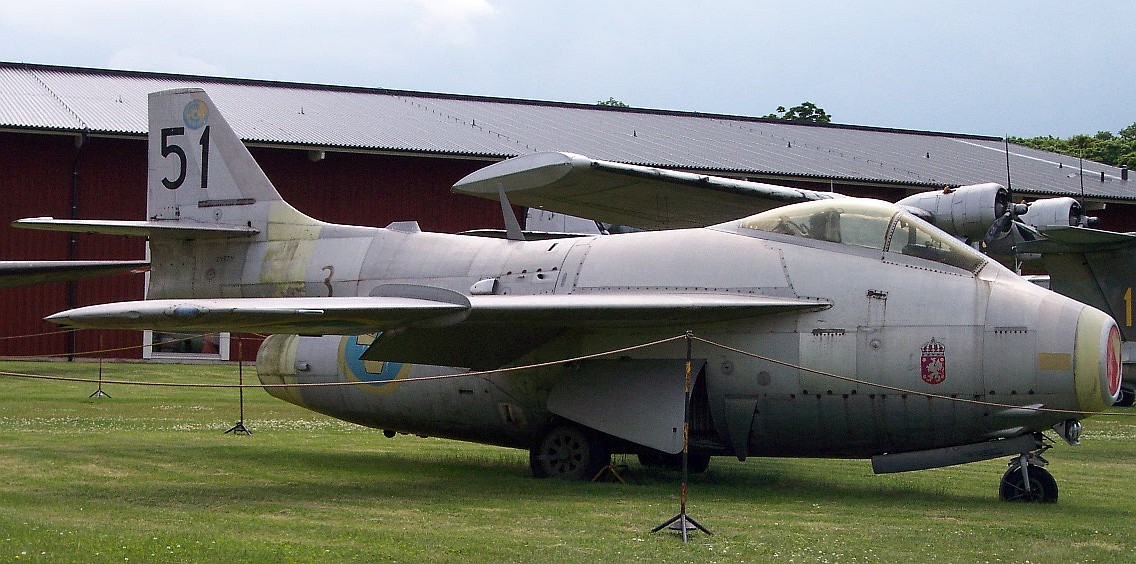
J29B
攻撃機型。
J29D
アフターバーナー装備試験機。
J29E
後期生産型。
J29F
アフターバーナー装備型。
S29C
写真偵察機型。

## 要目
出典: ケネス・マンソン著　湯浅謙三訳カラーポケットエンサイクロペディア。英ブランドフォード社「大戦後　戦闘機および攻撃機・練習機」鶴書房1969年刊
|                 | J 29A                                 | A/J 29B                               | S 29C                                 | J 29E                                 | J 29F                                 |
| --------------- | ------------------------------------- | ------------------------------------- | ------------------------------------- | ------------------------------------- | ------------------------------------- |
| 全幅 (m)        | 11                                    | 11                                    | 11                                    | 11                                    | 11                                    |
| 全長 (m)        | 10.23                                 | 10.23                                 | 10.23                                 | 10.23                                 | 10.23                                 |
| 全高 (m)        | 3.75                                  | 3.75                                  | 3.75                                  | 3.75                                  | 3.75                                  |
| 自重 (kg)       | 4,580                                 | 4,640                                 | 4,700                                 | 4,600                                 | 4,845                                 |
| 最大重量 (kg)   | 7,530                                 | 8,170                                 | 8,000                                 | 8,170                                 | 8,375                                 |
| 最高速度 (km/h) | 1,035                                 | 1,035                                 | 1,035                                 | 1,035                                 | 1,060                                 |
| 推力 (kp)       | 2,270                                 | 2,270                                 | 2,270                                 | 2,270                                 | 2,800                                 |
| エンジン        | De Havilland Ghost DGT3. RM 2 / RM 2B | De Havilland Ghost DGT3. RM 2 / RM 2B | De Havilland Ghost DGT3. RM 2 / RM 2B | De Havilland Ghost DGT3. RM 2 / RM 2B | De Havilland Ghost DGT3. RM 2 / RM 2B |

- 武装
  - 20mm機関砲 x 4
  - Rb 24 (AIM-9B) サイドワインダー x 2
  - 145mm対戦車ロケット弾、150mmロケット榴弾、180mm対艦ロケット弾